# Valentin Friderici
Valentin Friderici auch: Friedrich, Friederici (* 28. April 1630 in Schmalkalden; † 28. April 1702 in Leipzig) war ein deutscher Philologe und evangelischer Theologe.

## Leben
Friderici stammte aus ärmlichen Verhältnissen. Ursprünglich hatte er den Beruf eines Messerschmiedes erlernt. Durch Förderer wurde ihm im Dreißigjährigen Krieg 1645 ein Studium an der Universität Leipzig ermöglicht. Von finanziellen Engpässen begleitet, erwarb er sich erst 1653 in Leipzig den akademischen Grad eines Magisters der Philosophie. Nachdem er sich einige Zeit durch private Vorlesungen und der Herausgabe von Schriften seinen Lebensunterhalt gesichert hatte, wurde er 1664 zum Assessor (respektive Adjunkt) der philosophischen Fakultät ernannt.
Er erlangte eine Stellung als Kollegiat am großen Fürstenkollegium und war 1666 als Baccalaureat an die theologische Fakultät aufgenommen worden. Während dieser Zeit widmete er sich den unterschiedlichsten philosophischen Themen. So verfasste er Schriften zur Ethik, zur Musik und zu theologischen Themen. Als Sechzigjähriger wurde Friderici schließlich 1692 zum Professor der hebräischen Sprache ernannt. Seine Neigung zu theologischen Themen untermauerte er, als er 1698 das Lizentiat der Theologie erwarb. Auch hatte sich Friderici an den organisatorischen Aufgaben der Leipziger Hochschule beteiligt. So war er fünf Mal Dekan der philosophischen Fakultät und im Sommersemester 1700 Rektor der Alma Mater.

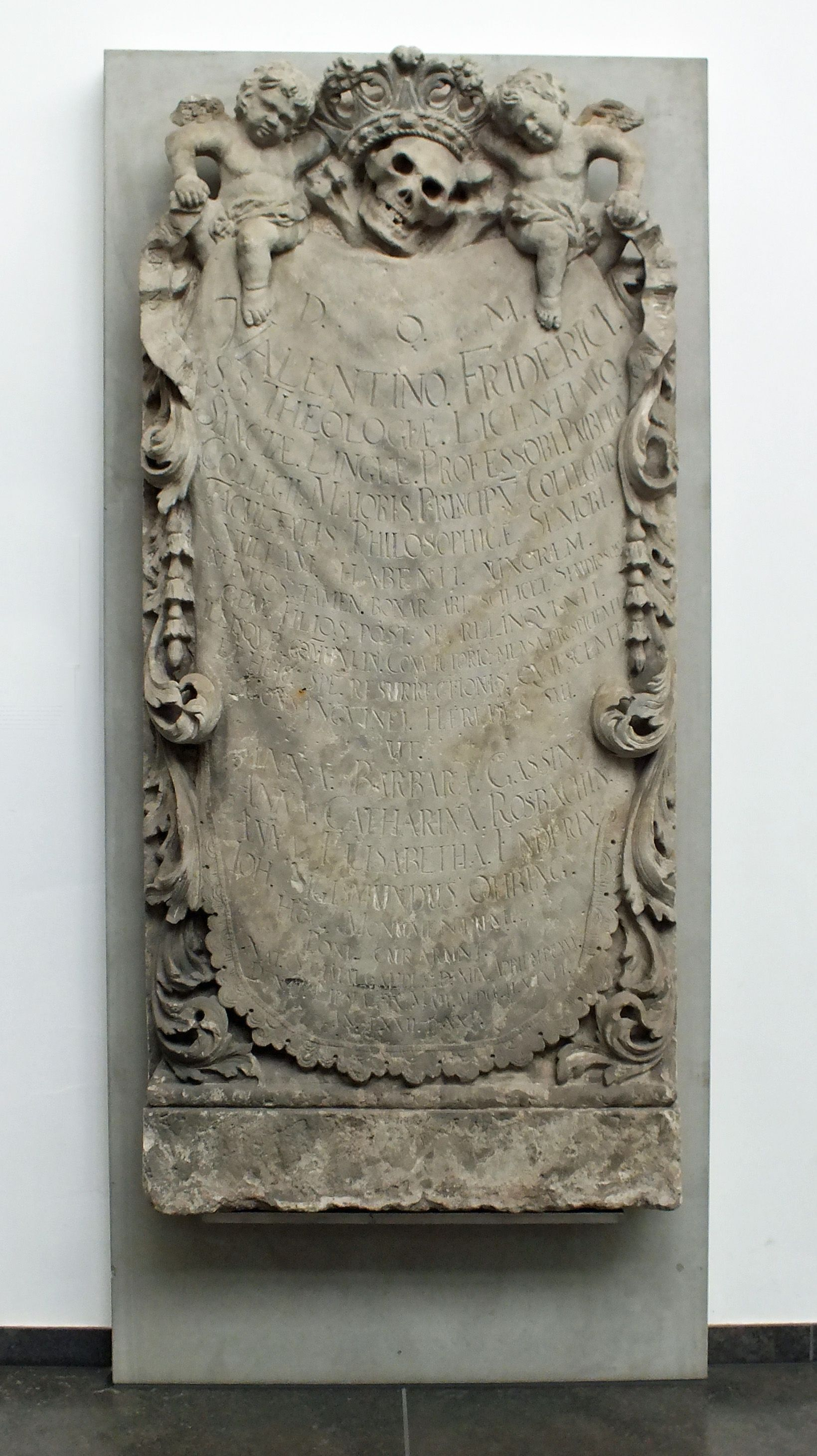
Epitaph für Valentin Friderici

Der unverheiratete Friderici vermachte sein Vermögen der Stadt und der Universität Leipzig. So hinterließ er der Leipziger Ratschule einige Bücher. Durch ihn erhielt die fränkische Nation einen Freitisch (Stipendium) und auch die Witwenkasse der Hochschule erhielt Zuwendungen (Versicherung für hinterbliebene Witwen von Hochschullehrern). Friderici wurde ursprünglich in der Leipziger Paulinerkirche beerdigt. Sein Grabstein befindet sich heute in der Epitaphien-Galerie im Neuen Paulinum der Universität Leipzig.